# 合肥戰鬥 (抗日戰爭)
合肥戰鬥發生於1938年5月4日－15日，地點則是在中國皖中南一帶。是抗日戰爭主要戰鬥之一，交戰一方為守軍之國民革命軍，另一方則為日軍。戰鬥末了，國軍攻擊失利。